# Ebe Stignani

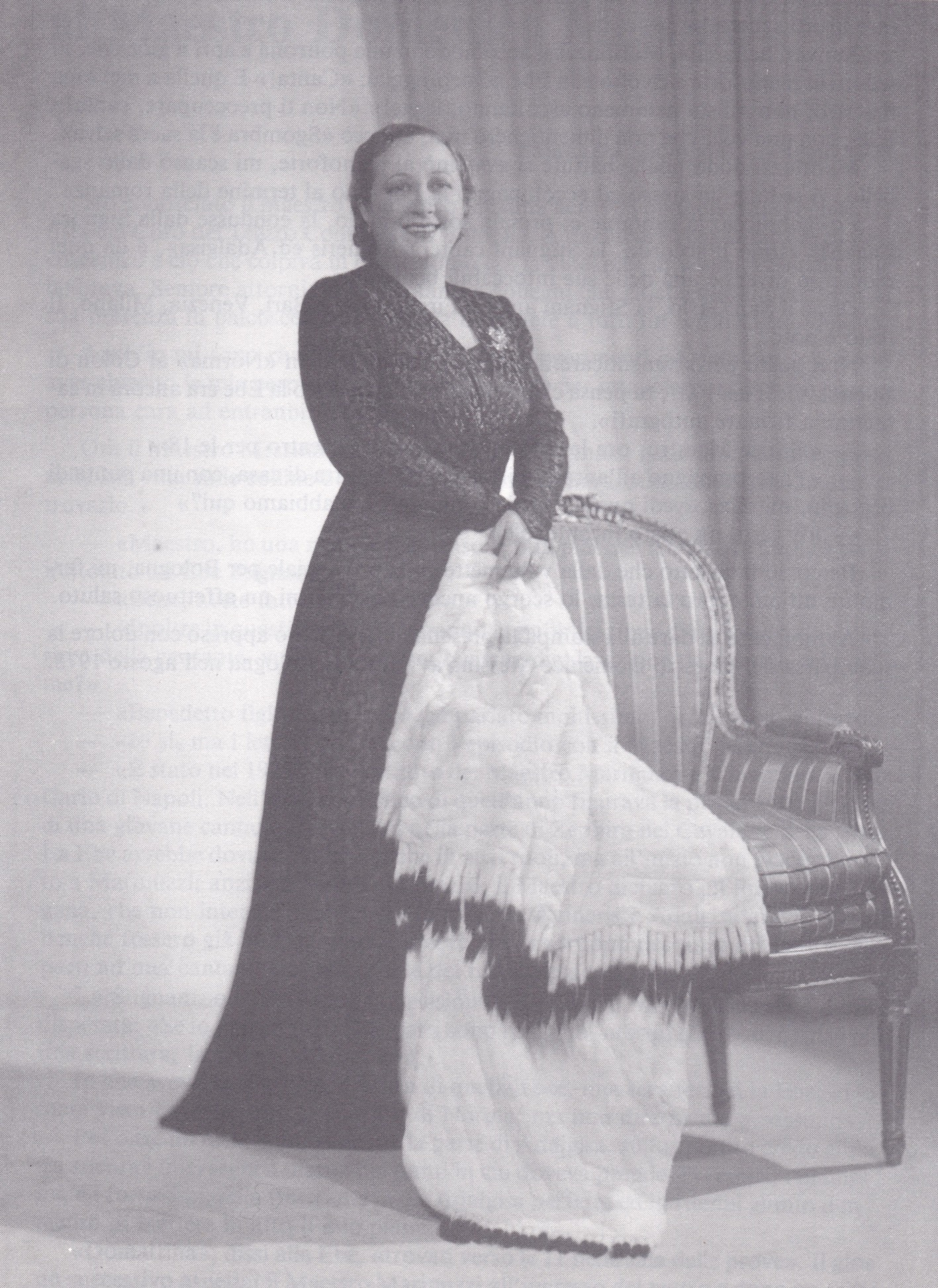
Ebe Stignani, mezzosoprano (1903 - 1974)

Ebe Stignani (Nápoles, 10 de Julho de 1903 (ou 1904) — 5 de Outubro de 1974) foi uma mezzo-soprano italiana, famosa em repertórios italianos em uma carreira de trinta anos.

## Carreira
Stignani estudou música por cinco anos no Conservatório San Pietro di Maiella em Nápoles, incluindo piano e composição tão bem quanto canto.
Sua estréia como cantora profissional aconteceu em 1925 na casa de ópera de San Carlo, no papel de Amneris em Aida, de Giuseppe Verdi. Em 1926 ela foi convidada pelo maestro Arturo Toscanini a interpretar a Princessa Eboli em Don Carlo de Verdi, no La Scala de Milão. Depois dessa apresentação Milão se tornou o palco principal de sua carreira. Ela cantou, em grande maioria, papéis de mezzo-soprano italianas, mas também interpretou Ortrud na ópera Lohengrin de Wagner; Grangäne de Tristan und Isolde, também de Wagner e Dalila na ópera Samson et Dalila de Saint-Saëns, conduzida por Victor de Sabata.
Ela apareceu com a Ópera de São Francisco em 1938 e novamente em 1948 mas nunca no Metropolitan Opera de Nova Iorque. Ela fez uma turnê extensiva na América do Norte nos anos depois da Segunda Guerra Mundial. Sua primeira aparição no Covent Garden foi em 1937, como Amneris, e ela retornou a Londres inúmeras vezes, notávelmente como Adalgisa, contracenando com Maria Callas em Norma de Bellini, nos anos de 1952 e 1957. Ela também apareceu frequentemente da América do Sul, incluindo o Teatro Colón de Buenos Aires e em outras cidades da Europa, incluindo Paris, Madri e Berlin (onde ela cantou em 1933, 1937 e 1941).Nos anos de 1929 e 1937 ela adicionou um novo papel ao seu repertório: Cathos em Le Preziose Ridicole de Felice Lattuada e La Voce em Lucrezia de Respinghi, consecutivamente.
Ela retirou-se dos palcos em 1958 depois de aparecer em Londres, como Azucena e em Dublin como Amneris. Ela viveu calmamente sua aposentadoria na sua casa em Imola. Ela casou-se em 1941 e teve um filho em 1944.
A voz de Stignani era larga e com um rico tom, alcançaca um high C como um low F. Era suficiente flexível para o papel de L'italiana in Algeri de Rossini. Era também notável as partes dramáticas e de grande efeito.